# Aéroport de Baie-Comeau
L'aéroport de Baie-Comeau (code IATA : YBC • code OACI : CYBC) est un aéroport situé à Pointe-Lebel, à environ 15 km du centre-ville de Baie-Comeau.

## Situation
| \| 100 km1:14 335 000 \| Victoriaville Gaspé Blanc-Sablon Montréal Mont · Tremblant Gatineau-Ottawa Ivujivik Îles-de-la-Madeleine Waskaganish Val-d'Or Trois-Rivières Sherbrooke Sept-Îles Schefferville Salluit Rouyn · Noranda Rivière-du-Loup Rimouski Radisson · Grande-Rivière Port-Menier Québec Mont-Joli La Tuque La · Tabatière Havre · Saint-Pierre La Romaine Kuujjuarapik Kuujjuaq Kattiniq Chibougamau Charlevoix Bonaventure Baie-Comeau Saguenay-Bagotville |
| 100 km1:14 335 000 |

## Compagnies et destinations
| Compagnies  | Destinations                                                      |
| ----------- | ----------------------------------------------------------------- |
| Air Liaison | Chevery, Québec (Jean-Lesage), Sept-Îles, Montréal (Saint-Hubert) |